# Kostel svatého Benedikta z Nursie (Krnov)
Kostel svatého Benedikta v Krnově-Kostelci je římskokatolický kostel a jedna z nejstarších sakrálních staveb v českém Slezsku. Je farním kostelem římskokatolické farnosti Krnov-Kostelec. Nachází se u silnice směrem na Bruntál a je chráněn jako kulturní památka České republiky.

## Historie
Nynější sakristie podle archeologických průzkumů pochází z 1. poloviny 13. století a původně sloužila jako kněžiště. Nachází se v ní fresky z 13. a 15. století, které znázorňují mimo jiné výjevy ze života sv. Benedikta z Nursie a proměnění na hoře Tábor a v letech 2001–2007 byly restaurovány. Na hlavním oltáři je obraz Sv. Benedikt křtí mrtvého chlapce z roku 1780 od Františka Antonína Sebastiniho. Při barokní přestavbě kostela v letech 1862 až 1863 byla v jeho západním průčelí vybudována štíhlá věž čtvercového půdorysu.

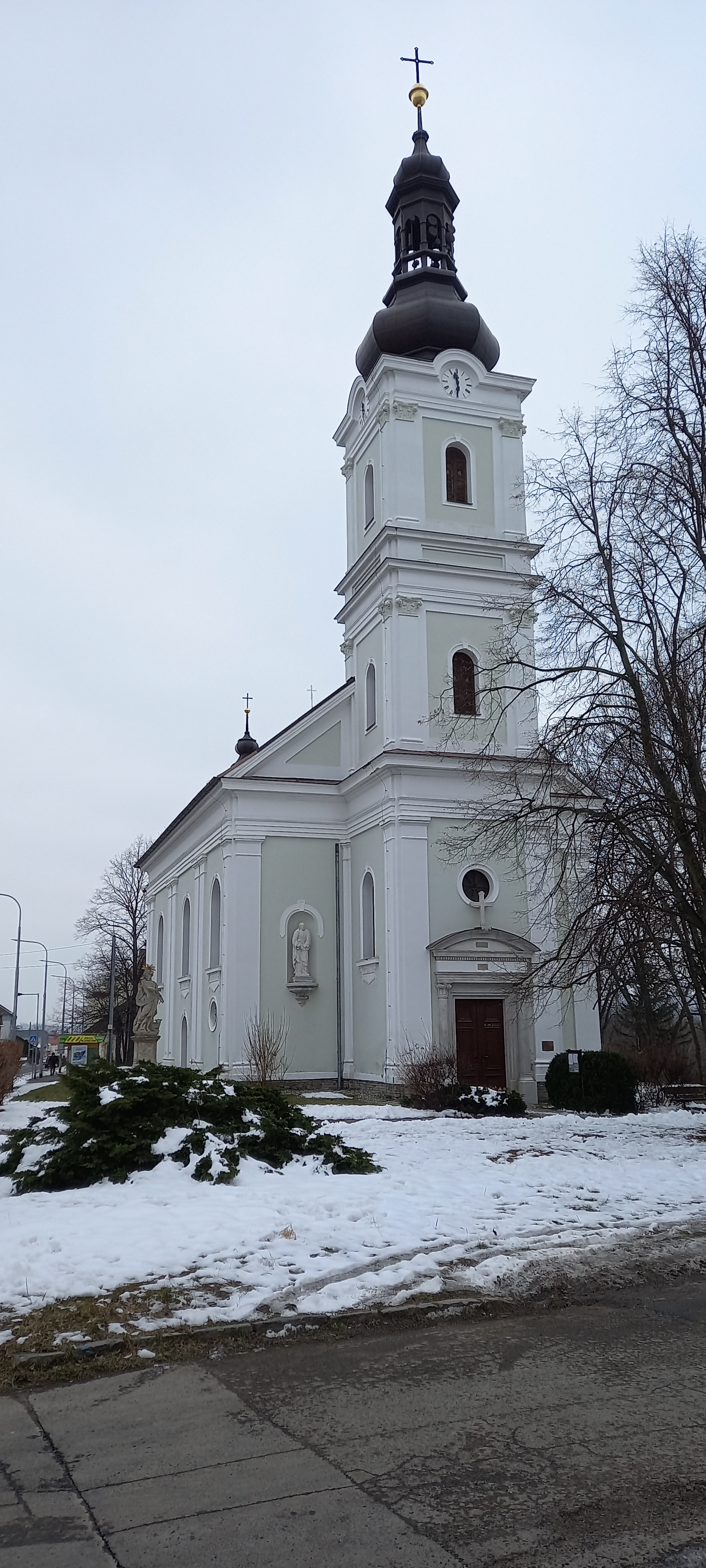
kostel sv. Benedikta

V roce 1820 vypracoval rozpočet na opravy střech, fasády a statiky kostela krajský inženýr Johann Anton Englisch. Opravy měly dosáhnout částky 1018 zlatých. Pro opravu byl vybrán krnovský stavitel Johann Mihatsch. Opravy se protáhly do roku 1821. Během oprav se na část prací z úsporných důvodů rezignovalo.
Do roku 1936 byl kostel obklopen nevelkým hřbitovem, který byl od okolí oddělen kamennou zdí se dvěma vstupními branami. Blízkost obecních studní vedla ke zvýšenému výskytu břišního tyfu v letech 1880 až 1929. Také kvůli potřebě rozšíření silnice a blízkosti obecné školy byl hřbitov zrušen.
V letech 2011–2012 prošel kostel rozsáhlou opravou. Náklady na rekonstrukci dosáhly téměř 10 miliónů korun.